# Relais 4 × 100 mètres féminin aux championnats du monde d'athlétisme 2005
Navigation
Paris 2003 Osaka 2007
L'épreuve du relais 4 × 100 mètres féminin des championnats du monde d'athlétisme 2005 s'est déroulée les 12 et 13 août 2005 dans le Stade olympique d'Helsinki, en Finlande. Elle est remportée par l'équipe des États-Unis (Angela Daigle, Muna Lee, Me'Lisa Barber et Lauryn Williams).

## Résultats

### Finale
| Rang               | Pays        | Athlètes                                                                                      | Temps   | Notes |
| ------------------ | ----------- | --------------------------------------------------------------------------------------------- | ------- | ----- |
| Médaille d'or      | États-Unis  | Angela Daigle Muna Lee Me'Lisa Barber Lauryn Williams                                         | 41 s 78 | WL    |
| Médaille d'argent  | Jamaïque    | Danielle Browning Sherone Simpson Aleen Bailey Veronica Campbell                              | 41 s 99 | SB    |
| Médaille de bronze | Biélorussie | Yulia Nesterenko Natalia Sologub Alena Neumiarzhitskaya Aksana Drahun                         | 42 s 56 | NR    |
| 4                  | France      | Patricia Buval Lina Jacques-Sébastien Fabé Dia Christine Arron                                | 42 s 85 | SB    |
| 5                  | Brésil      | Raquel Martins da Costa Lucimar Aparecida de Moura Thatiana Regina Ignâcio Luciana dos Santos | 42 s 99 | SB    |
| 6                  | Colombie    | Melisa Murillo Felipa Palacios Darlenis Obregón Norma González                                | 43 s 07 |       |
| 7                  | Nigeria     | Gloria Kemasuode Endurance Ojokolo Damola Osayomi Mercy Nku                                   | 43 s 25 | SB    |
| 8                  | Pologne     | Iwona Dorobisz Daria Onysko Dorota Dydo Iwona Brzezinska                                      | 43 s 49 |       |

## Légende
Records et Performances
- AR : Record continental (area record)
- CR : Record des championnats (championship record)
- MR : Record du meeting (meet record)
- NR : Record national (national record)
- OR : Record olympique (olympic record)
- PR : Record paralympique (paralympic record)
- PB : Record personnel (personal best)
- SB : Meilleure performance personnelle de la saison (season's best)
- WL : Meilleure performance mondiale de l'année (world leader)
- WJR : Record du monde junior (world junior record)
- WR : Record du monde (world record)

Circonstances et Conditions
- DNF : N'a pas terminé (did not finish)
- DNS : N'a pas pris le départ (did not start)
- DQ : Disqualification (disqualification)
- NM : Aucun essai valable enregistré (No Mark)
- Q : Qualifié « directement » au prochain tour (ou à la prochaine compétition), lors d'une compétition majeure, grâce au classement ou à la réalisation des minima (automatic qualifier)
- q : Qualifié au prochain tour (ou à la prochaine compétition), lors d'une compétition majeure, grâce au repêchage ou à la réalisation de l'une des meilleures performances parmi celles des « non qualifiés directement » (grâce au meilleur temps ou à la meilleure distance par exemple) (secondary qualifier)